# A1 Telekom Austria Group
A1 Telekom Austria Group (kraće A1; također A1 Telekom Austria AG) najveća je grupacija pružatelja mobilnih usluga, fiksnih usluga, širokopojasnih interneta, multimedijskih usluga, podatkovnih i IT sustava, veleprodajnih i mobilnih usluga plaćanja na području srednje i istočne Europe. Od 2014. godine prelazi u vlasništvo meksičkog telekomunikacijskog konglomerata América Móvil. Grupacija ima podružnice u osam europskih zemalja, a sjedište se nalazi u Beču. Najveća podružnica je austrijski telekomunikacijski operater A1 Telekom Austria. 

## Podružnice
- A1 Austrija
- A1 Bugarska
- A1 Hrvatska
- A1 Bjelorusija
- A1 Slovenija
- A1 Srbija
- A1 Makedonija
- A1 Digital
- A1 Towers Bugarska
- A1 Towers Hrvatska

## Privatizacija
Dana 23. travnja 2014. telekomunikacijski konglomerat America Móvil preuzima vlasništvo nad grupacijom formiranjem sindikalnog sporazuma sa ÖBAG-om. Troškovi preuzimanja iznose 2 milijarde dolara za otkup manjinskih dioničara i oko 1 milijarda eura ulaganja u tvrtku. America Móvil vidi A1 Telekom Austria grupu kao "platformu za širenje na srednju i istočnu Europu".

## Nagrade
Global Carrier Award Winner 2020 “Best European Project” - nagrada Global Carrier Award 2020 u kategoriji “Najbolji europski projekt” za “Dark Fiber”.
CC Global Award 2019 - nagrada u kategoriji „Najbolja prilika za IOT“ sa širokim rasponom usluga temeljenih na IOT-u kao što su povezani automobili, zdravstvena skrb, praćenje imovine, pametno mjerenje i pametni grad na GCCM-u.
Global Carrier Award Winner 2018 “Best OTT Partnership” - Nagrada u kategoriji "Najbolje OTT partnerstvo" s novom platformom za naplatu putem mobilnog operatera.
GTB Innovation Award Winner, 2017 - nagrada za projekt “A-Number Verification Project”.
ISO Certifications - nagrada u kategorijama “Sustav upravljanja informacijskom sigurnošću”, “Telekomunikacijske usluge” i “Sustav upravljanja kvalitetom”.
MEF Certification - nagrada za portfelj Ethernet proizvoda.

## Vanjske poveznice
- Službena stranica  Arhivirana inačica izvorne stranice od 9. veljače 2022. (Wayback Machine)
- A1 Telekom Austria Group na Twitteru
- A1 Telekom Austria Group na YouTubeu
- A1 Telekom Austria Group[neaktivna poveznica] na Linkedinu

- Službene stranice  Arhivirana inačica izvorne stranice od 9. veljače 2022. (Wayback Machine) (engl.) (njem.)